# Wilhelm von Wintzingerode-Knorr
Wilhelm Carl August Emil Freiherr von Wintzingerode-Knorr (bis 1836: von Wintzingerode) (* 16. Februar 1806 in Hersfeld; † 5. November 1876 in Wehnde) war ein deutscher Landrat und Politiker aus dem Adelsgeschlecht Wintzingerode.

## Familie
Wilhelm von Wintzingerode-Knorr war der Sohn von des landgräflich hessen-kasselischen Kammerherren und Oberforstmeister Wilhelm Carl August von Wintzingerode. Die Mutter war Marie Sophie Agnes Philippine Auguste geborene Freiin von Haynau (* 11. September 1785; † 21. April 1865). Sie war die natürliche (uneheliche) Tochter des Kurfürsten Wilhelm I. und dessen zweiter Mätresse, Rosa Dorothea Ritter. Wilhelm von Wintzingerode-Knorr, der evangelischer Konfession war, war dreimal verheiratet:
1. Er heiratete am 12. September 1827 in Adelsborn Antoinette Caroline Sophie von Wintzingerode (* 1. Dezember 1809 in Adelsborn; † 8. Januar 1835 in Wehnde), die Tochter des Hauptmanns und Herren auf Adelsborn, Ernst von Wintzingerode.
2. Er heiratete am 16. Mai 1837 in Sollstedt Clara Josephine von Knorr (* 11. November 1810 in Sollstedt; † 15. September 1850 in Mühlhausen), die Tochter von Sittig von Knorr. Mit Sittig von Knorr starb das thüringische Adelsgeschlecht Knorr in seiner ursprünglichen Heimat und dieser Namensvariante in männlicher Linie aus. Sittig von Knorr war Herr auf Sollstedt und Breitenbich, 1837 Verwalter des Landratsamtes in Mühlhausen und 1839 Abgeordneter im Provinziallandtag der Provinz Sachsen.
3. Er heiratete am 3. Juni 1852 in Unterstein Maria Cäcilie Natalie Caroline Freiin von Hanstein (* 20. September 1821 in Marburg an der Lahn; † 4. Februar 1908 in Wehnde), die Tochter des Carl Philipp Emil von Hanstein.

Die preußische Freiherrensstandsbestätigung datiert vom 22. August 1830. Da Sittig von Knorr ohne männliche Nachkommen geblieben war, erbten dessen beide Töchter. Für die Schwiegersöhne August von Hanstein-Knorr und Wilhelm von Wintzingerode-Knorr erfolgte am 24. September 1836 die preußische Namens- und Wappenvereinigung zu -Knorr.
Levin von Wintzingerode-Knorr und Sittig von Wintzingerode-Knorr sind Söhne aus erster Ehe.

## Leben
Wintzingerode-Knorr war Herr auf Adelsborn, Wehnde, Ober-Wildungen, Kreis Worbis und Breitenbich. 1838 wurde er zum Landratskandidaten für den Landkreis Mühlhausen i. Th. gewählt. Er wurde als Landratsverweser bestellt, bestand jedoch die Landratsprüfung nicht (schriftlich und mündlich "ungenügend"). 1841 erfolgte eine neue Prüfung der Prüfungskommission mit dem Ergebnis, er sei "nicht fähig" für das Landratsamt. Dennoch wurde er 1841 vom Innenministerium als Landrat "in Rücksicht auf die sonst zu seinen Gunsten sprechenden, teils seine Persönlichkeit, teils das Amt betreffenden Momente und Umstände" definitiv ernannt. Er war bis 1856 Landrat.
Er war Mitglied im Provinziallandtag der Provinz Sachsen (bis 1854) und gehörte 1847 für diese dem Vereinigten Landtag an. 1850 war er Mitglied des Volkshauses des Erfurter Unionsparlamentes. 1852 bis 1854 war er Abgeordneter in der II. preußischen Kammer. 1854/55 bis 1876 gehörte er auf Präsentation für den Grundbesitz im Landschaftsbezirk Eichsfeld-Hohenstein dem Preußischen Herrenhaus an. Er war Mitglied und zeitweise Meister vom Stuhl der Mühlhausener Freimaurerloge Hermann zur deutschen Treue.
Am 15. November 1856 wurde er mit dem Roten Adlerorden 3. Klasse mit der Schleife ausgezeichnet.